# Ignácio Coqueiro
Ignácio Coqueiro (Rio de Janeiro, 6 de setembro de 1957) é um diretor brasileiro.

## Biografia
Fez Faculdade de Música. Dirigiu novelas e também programas de auditório como Caldeirão do Huck e A Hora do Faro. Em 1984 dirigiu o clipe Lindo Lago do Amor do cantor Luiz Gonzaga Júnior, mais conhecido como Gonzaguinha. Já foi casado com as atrizes Christiane Torloni e Vivianne Pasmanter.

## Carreira

### Televisão
- 1985: Tenda dos Milagres (minissérie)
- 1987: O Outro
- 1988: Bambolê
- 1991: Felicidade
- 1993: Mulheres de Areia (1993)
- 1994: A Viagem (1994)
- 1995: Cara e Coroa
- 1995: Decadência (minissérie)
- 1997: O Amor Está No Ar
- 2000/2005: Caldeirão do Huck
- 2006: Cidadão Brasileiro
- 2006: Paixões Proibidas
- 2009: Poder Paralelo
- 2012: Máscaras (telenovela)
- 2014: O Melhor do Brasil
- 2014/2016: Hora do Faro
- 2016/2017: Programa Xuxa Meneghel

### Cinema
- 2009: Relações (curta-metragem)
- 2010: Impasse (curta-metragem)